# Base aérienne 921 Taverny
Frères Mahé

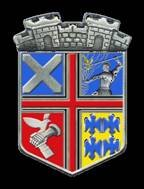
Blason de la base aérienne.

La base aérienne 921 Frères Mahé de Taverny est située sur les territoires des communes de Taverny et Bessancourt dans le département du Val-d'Oise, à une vingtaine de kilomètres au nord de Paris.
Dissoute le 5 juillet 2011, devenue élément air rattaché (EAR) à la base aérienne 110 de Creil, elle est réactivée le 4 septembre 2024. Le Centre d'opérations des forces aériennes stratégiques (COFAS) avec environ 200 militaires, est complété d'éléments fonctionnels.

## Historique

### De 1941 à 2011
- 1815 : début de l'exploitation commerciale de la carrière de gypse[3].

- 1941-1944 : pendant la Seconde Guerre mondiale[4], les Allemands ont converti une partie de ces tunnels et y ont transféré l'usine de roulement à billes SKF du sud de Paris. Aucune preuve d'attaque aérienne contre les tunnels de Taverny n'existe. À l'heure de l'invasion alliée, la fabrication des roulements à billes avait été commencée ; les Allemands ont détruit tout le matériel avant d'évacuer Paris.

L'inspection des tunnels a prouvé que les Allemands avaient construit des portails aux entrées jumelles, camouflées par un maillage maintenant détruit, et reliés les deux tunnels principaux parallèles.
À plusieurs endroits dans le secteur de l'usine, il y a des preuves de feu. Un habitant du village a témoigné qu'il s'agissait de feux d'huile allumés par les Allemands pour détruire le matériel. Le feu, dans une certaine mesure, avait causé des ruptures et des chutes de roche : d'après cet habitant, quelques mines et pièges ont été laissés dans les tunnels et dans les bois par les Allemands. Ceux-ci ont été enlevés par l'armée américaine quand les restes de l'usine ont été déblayés.
- 1946 : l'Armée de l'air française utilise les carrières comme entrepôt de matériel.

- 1957 : création du Centre d'Opération de la Défense Aérienne (CODA).

- 1961 : création de l'État-major de la Défense Aérienne du Territoire (DAT) puis du Commandement Air des Forces de Défense Aérienne (CAFDA). Ces entités sont dissoutes en 1994 pour laisser place au Commandement de la Défense Aérienne et des Opérations Aériennes (CDAOA) et son Centre de Conduite des Opérations Aériennes (CCOA)

- 1963 : création de la BA 921 qui est rattachée à la 2e Région aérienne, puis à la même époque s'installe en surface le Commandement des Forces Aériennes Stratégiques (CFAS).

- 1967 : installation du Centre d'opérations des forces aériennes stratégiques (COFAS) dans l'ouvrage enterré.

- 1988 : la BA 921 prend le nom de baptême « Frères Mahé », en hommage aux trois frères Jean, Yves et le lieutenant Claude Mahé, morts aux commandes de leurs appareils.

- 1992 : implantation du Commandement des Opérations Spéciales (COS).

- 2000 : la BA 921 est rattachée à la Région aérienne Nord.

- 2006 : le Commandement des Opérations Spéciales (COS) quitte la base aérienne 921 pour la base aérienne 107 Villacoublay.

- 2007 : le Centre de Conduite des Opérations Aériennes (CCOA) quitte la base aérienne 921 pour la base aérienne 942 Lyon-Mont Verdun. À cette même date, le Commandement de la Défense Aérienne et des Opérations Aériennes (CDAOA) rejoint la base aérienne 117 Paris et le Centre de Renseignement Air (CRA) rejoint la base aérienne 128 Metz-Frescaty.

- 2011 : dissolution le 5 juillet 2011.

Les impacts économiques et humains de cette dissolution se sont avérés notables.
Un peu plus de 1 000 personnes travaillaient à la base aérienne dont certaines logeaient sur place dans les constructions de surface. Seuls les célibataires pouvaient y résider. Les célibataires dits géographiques (militaires en couples, dont le conjoint n'est pas sur place) étaient nombreux, les contraintes de la vie en région parisienne et de la vie professionnelle obligeant des familles à rester en province. À ce titre, la base aérienne 921 constituait l'un des plus importants parcs hôteliers du département, avec plus de 650 chambres.
La base aérienne 921 recrutait annuellement et localement de trente à cinquante militaires de rang.
La féminisation de l'armée était visible[réf. nécessaire] : un tiers de ces militaires de rang étaient des femmes, 28 % parmi les sous-officiers et 8 % parmi les officiers[Quand ?][réf. souhaitée].
- 4 septembre 2024 : réactivation de la base aérienne 921[1].

### Organisation
La base aérienne 921 était divisée en trois tiers d'une superficie d'environ quinze hectares chacun :
- le premier tiers est situé en souterrain dans une ancienne carrière de gypse située sous la forêt de Montmorency. Cette partie souterraine abrite des centres de commandements opérationnels ainsi que l'ensemble des installations permettant de fournir en permanence à ces centres l'énergie, la climatisation et les moyens de télécommunications nécessaires pour assurer leurs missions.
- le deuxième tiers est situé en extérieur et appelé communément « zone vie ». Cette zone vie abrite l'ensemble des entités qui contribuent au soutien des centres de commandement opérationnels : le commandement de la base aérienne, les structures de restauration et d'hébergement, les services de secours (service médical, pompiers, gendarmerie)...
- le troisième tiers appelé « zone haute » est situé en extérieur et abrite notamment des moyens de télécommunications militaires sécurisés.

La base aérienne 921 ne dispose d'aucun avion car il n'y a pas de piste de décollage : seul existe un héliport.
Le plan de modernisation des armées annonce en juillet 2008 par le Premier Ministre François Fillon prévoit la fermeture de la base aérienne 921 en 2011. Celle-ci est effective depuis le 5 juillet 2011.

### Installations
La base aérienne constituait en quelque sorte un village autonome. Elle possédait des routes, une agence postale, un coiffeur, une assistante sociale, un service médical, une brigade de gendarmerie, des pompiers, deux restaurants, un bar, une salle de danse, plusieurs installations sportives, une salle de cinéma, une salle de billard, une bibliothèque comptant 7 000 livres ainsi qu'une vidéothèque, des ateliers de réparation et d'entretien, un aumônier et une chapelle qui se situe à l'intérieur de l'ouvrage souterrain.
Un journal y était même édité, nommé L'Alérion.

### Unités déployées
Clé de voûte de la dissuasion nucléaire française, la base aérienne 921 a accueilli les entités suivantes :  
- le Commandement des forces aériennes stratégiques (CFAS) ;
- le Centre d'Analyse et de Simulation pour la Préparation des Opérations Aériennes (CASPOA) ;
- la Direction de la Circulation Aérienne Militaire (DirCAM) ;
- le Centre de Météorologie des Opérations Extérieures (CMOE).

Les forces aériennes stratégiques constituent l'un des deux piliers sur lesquels repose désormais la dissuasion nucléaire française. Le commandement des forces aériennes stratégiques (CFAS) met en œuvre la composante « air » aéroportée de la force de dissuasion. Celle-ci comprend trois escadrons de Mirage 2000N porteurs du missile air-sol moyenne portée (ASMP) et un escadron d'avions ravitailleurs C 135 FR. Elle offre au dispositif dissuasif national la souplesse et la diversité qui permettent à la dissuasion française de rester pertinente et crédible en toutes circonstances.
Le Centre d'Analyse et de Simulation pour la Préparation aux Opérations Aériennes (CASPOA) a pour mission essentielle de préparer le personnel militaire au commandement et à la conduite des opérations aériennes. Cette unité du Commandement de la Défense Aérienne et des Opérations Aériennes (CDAOA) propose différents stages de formation tant au profit des militaires français de l'armée de l'air, de l'armée de terre ou de la marine nationale, qu'au profit des militaires étrangers.
La direction de la circulation aérienne militaire (DIRCAM) a pour objectifs de :
- « Permettre aux forces aériennes de s’entraîner et d’exécuter leurs missions dans les meilleures conditions, en leur fournissant des espaces aériens et une réglementation adaptés » ;
- « Procéder à la surveillance des prestataires de services ATM de la défense dans le cadre de leur conformité aux exigences européennes » ;
- « Délivrer aux unités de la défense, sur tout type de support, l’information aéronautique nécessaire à l’exécution de leur mission ».

### Sécurité durant la phase opérationnelle
La sécurité de la base était fondamentale et assurée par divers moyens visibles ou invisibles : badges d'accès, caméras de surveillance, comptage permanent du personnel, rondes de maîtres-chiens, escadron de fusiliers commandos.
Avec le perfectionnement des armes modernes, la protection apportée naturellement par l'épaisseur de roche a été renforcée par la construction d'une vingtaine d'épaisses enceintes de béton successives. Pour parer à toute éventualité, une réplique souterraine de la base existe au nord-ouest de Lyon, la base aérienne 942 Lyon-Mont Verdun.
La base pouvait fonctionner en autonomie totale tout en assurant les conditions de protection contre la menace nucléaire, bactériologique, chimique ou radiologique. Le centre souterrain possède ses puits d'aération et d'expulsion de l'air vicié, soigneusement protégés par divers filtres contre les vapeurs ou poussières. La base possède son alimentation électrique autonome et son propre traitement de l'eau, ainsi que des réserves de vivres et d'eau.
La situation souterraine apporte également l'avantage de protéger contre les impulsions électro-magnétiques, et c'est une des raisons qui pousse l'État-Major des armées à installer le centre de transmissions et de traitement de l'information (CTTI) à la base à Taverny. Les travaux d'installation ont démarré en 1987 pour s'achever en 1990 ; à cette occasion, une des plus vastes cages de Faraday d'Europe y est édifiée.

## Situation géographique
La base aérienne 921 était située à flanc de coteaux des hauteurs de la commune de Taverny, et l'essentiel de ses installations est implanté dans d'anciennes carrières de gypse désaffectées creusées à environ soixante-dix à quatre-vingts mètres sous la surface couverte par le massif forestier de Montmorency. Le sommet de la base aérienne est couronné par de grands pylônes de télécommunications, défendus par une triple ligne de barbelés délimitant un petit angle ouest de la forêt.
Sa partie souterraine occupait environ quinze hectares, la dimension des galeries principales étant suffisante pour laisser pénétrer un camion. La roche y est le plus souvent apparente et l'air y est tempéré et sec. Les risques liés à la dissolution du gypse font l'objet d'une étroite surveillance géologique.

## Le site de la base aérienne 921
Devenu « Élément Air Rattaché » (EAR 921), le site conserve le commandement des forces aériennes stratégiques (nucléaires), dont un double est implanté sur la base aérienne 942 Lyon-Mont Verdun.
Une activité résiduelle d'alerte nucléaire est donc maintenue.
Une large partie des installations anciennes seraient entretenues.
Le 24 janvier 2012, le nouveau centre d’opérations des forces aériennes stratégiques (COFAS) s'est mis en place.
Un « Plan Local de Redynamisation » est amorcé.
Au printemps 2020, il est décidé de réinstaller le quartier général des Forces aériennes stratégiques sur la base soit une centaine de personnes plus les services annexes en 2024,.
En 2021, un important hébergement est déployé à Taverny, permettant d’héberger près de 500 soldats de l’opération Sentinelle au quotidien.